# Epitrocoide
La epitrocoide, en geometría, es la curva que describe un punto vinculado a una circunferencia generatriz que rueda –sin deslizamiento– sobre una circunferencia directriz, tangencialmente.
La epítrocoide es una curva en geometría que describe el recorrido de un punto fijo en una circunferencia (denominada generatriz) mientras rueda, sin deslizamiento, sobre el exterior de otra circunferencia de mayor radio (denominada directriz). En este caso, el punto de interés no se encuentra en el centro del círculo generador, sino en algún punto del borde de esta circunferencia o a una distancia determinada del centro. Este tipo de curva es un caso particular de la familia de curvas conocidas como trocoides, que se generan por el movimiento de un punto ligado a un objeto que rueda sobre una superficie.

## Ecuaciones
Las ecuaciones paramétricas de una curva epitrocoide son:

{\displaystyle x=(R+r)\cos \theta -d\cos \left({R+r \over r}\theta \right)}

{\displaystyle y=(R+r)\operatorname {sen} \theta -d\operatorname {sen} \left({R+r \over r}\theta \right)}

donde:
- R es el radio de la circunferencia directriz,
- r el radio de la circunferencia generatriz, y
- d la distancia del punto al centro de la circunferencia generatriz.

Las epitrocoides son una clase general de curvas, entre las cuales encontramos el epicicloide (cuando d = r, es decir, cuando la curva queda determinada por un punto de la circunferencia generatriz) y el caracol de Pascal (cuando R = r, es decir, cuando los dos círculos tienen el mismo radio).
Son epitrocoides, por ejemplo, las órbitas de los planetas según la teoría geocéntrica de Ptolomeo, o el estátor del motor Wankel.
|  |  |

## Curvas cíclicas
Curva cíclica
| La directriz es una recta |                   |                   |
| d = r                     | d < r             | d > r             |
| cicloide                  | trocoide          | trocoide          |
| cicloide normal           | cicloide acortada | cicloide alargada |
| La directriz es una circunferencia       |                     |                       |                       |
|                                          | d = r               | d < r                 | d > r                 |
| La generatriz es exterior a al directriz | epicicloide         | epitrocoide           | epitrocoide           |
| La generatriz es exterior a al directriz | epicicloide normal  | epicicloide acortada  | epicicloide alargada  |
| La generatriz es interior a al directriz | hipocicloide        | hipotrocoide          | hipotrocoide          |
| La generatriz es interior a al directriz | hipocicloide normal | hipocicloide acortada | hipocicloide alargada |
| La directriz es interior a al generatriz | pericicloide        | peritrocoide          | peritrocoide          |
| La directriz es interior a al generatriz | pericicloide normal | pericicloide acortada | pericicloide alargada |